# لشنا یانگا
لشنا یانگا (به لاتین: Leśna Jania) یک روستا در لهستان است که در گمینا سمنتووو گرانگچنه واقع شده‌است.
 لشنا یانگا  ۴۱۰ نفر جمعیت دارد.